# 安格莉卡·丁豪普特
安格莉卡·丁豪普特（德語：Angelika Dünhaupt，1946年12月22日—），德国女子雪橇运动员。她曾代表西德参加1968年冬季奥林匹克运动会雪橇比赛，获得女子单人铜牌。她也在1967年欧洲雪橇锦标赛上获得女子单人银牌。